# 3 janvier 2011
Le lundi 3 janvier 2011 est le 3e jour de l'année 2011.

## Décès
- Ahmad Yamani (né en 1924), homme politique palestinien
- Alfred Proksch (né en 1908), athlète autrichien
- Anatoliy Skorokhod (né le 10 septembre 1930), mathématicien ukrainien
- Anja Fantapié (née le 12 juin 1941), enseignante, et poétesse franco-finlandaise
- Arnaud Lyon-Caen (né le 7 juin 1930), avocat français
- Calvin Russell (né le 1er novembre 1948), chanteur et guitariste de blues rock
- Emilie Lieberherr (née le 14 octobre 1924), politicienne suisse
- Eva Strittmatter (née le 8 février 1930), poétesse allemande
- Georges Staquet (né le 15 septembre 1932), acteur français (1932-2011)
- Jean-Christophe Matata (né le 20 octobre 1960), chanteur et musicien burundais
- Jill Haworth (née le 15 août 1945), actrice britannique
- Joseph Shiloach (né le 9 juillet 1941), acteur israélien
- Nakamura Tomijūrō V (né le 4 juin 1929), acteur japonais
- Paul Soldner (né le 24 avril 1921), artiste américain
- Valentin Grichtchenko (né le 27 novembre 1928), scientifique ukrainien et soviétique
- William Takaku (né en 1953), acteur papouasien
- Zbigniew Jaremski (né le 19 juin 1949), athlète polonais spécialiste du 400 mètres

## Événements

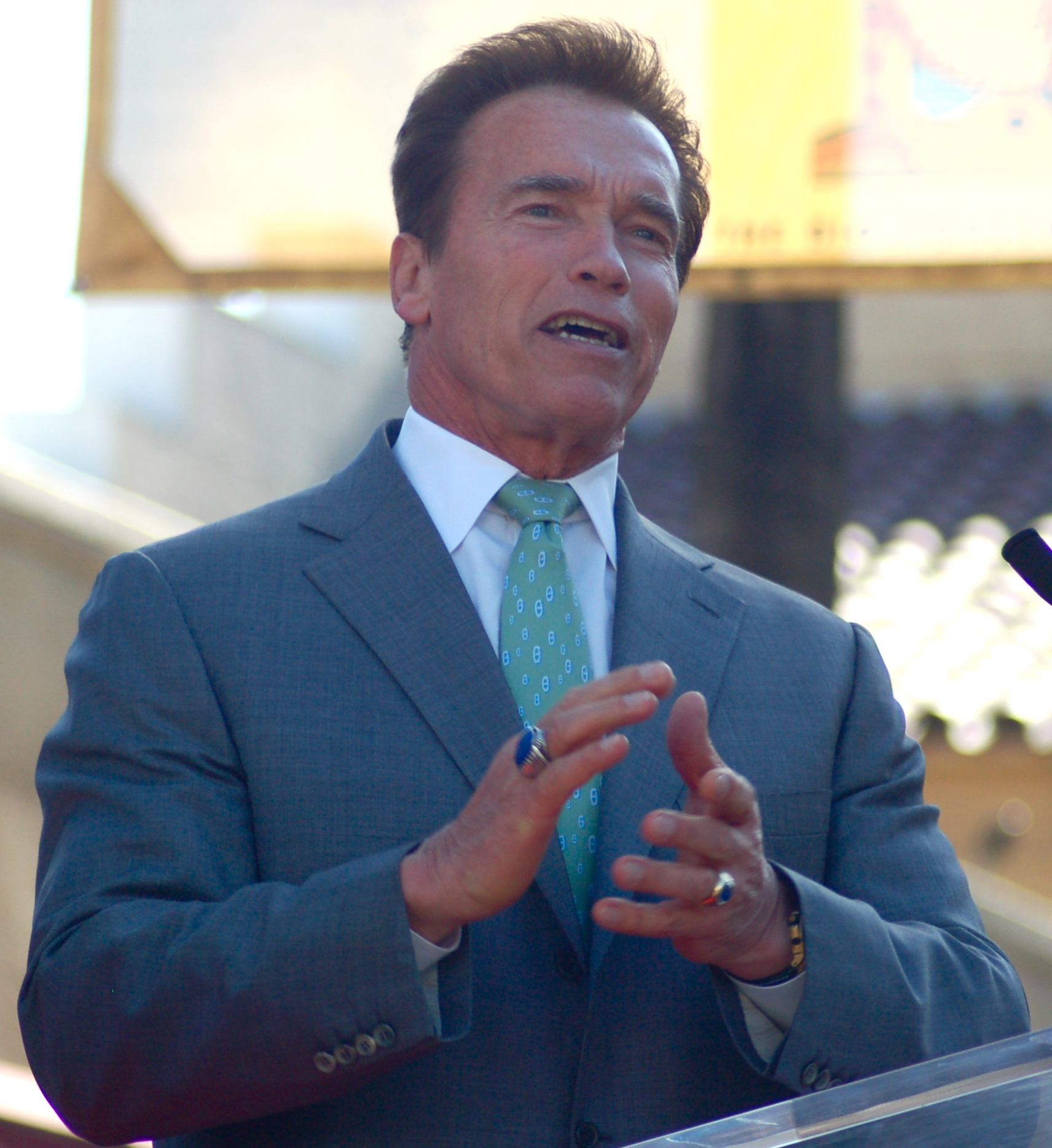
Arnold Schwarzenegger quitte le gouvernement de Californie le 3 janvier 2011.

- Un affrontement entre chrétiens coptes et forces de l'ordre au Caire et à Alexandrie, en Égypte, durant lequel les minorités chrétiennes d'Égypte exigent plus de protections depuis l'attentat devant une église copte ayant tué 21 personnes[1],[2].
- Le gouvernement australien annonce une indemnisation de 100 millions de dollars aux victimes des inondations[3].
  - 3 morts ont été déplorés en 48 heures depuis le commencement des inondations à Queensland, en Australie[4].
- Le gouvernement du Sri Lanka étudie certaines requêtes concernant l'interdiction éventuelle du port de la minijupe à la suite de plusieurs plaintes[5].
- Aux États-Unis, des scientifiques rapportent la mort soudaine de plus de 5 000 carouges à épaulettes tombés mystérieusement du ciel en Arkansas[6],[7].
  - Arnold Schwarzenegger (Governator) quitte ses fonctions après 7 ans à la tête du gouvernement de Californie, laissant place à Jerry Brown[8].
  - Le réseau social Facebook reçoit 500 millions de dollars d'investissement[9].
- Premier décès de l'année dû à la grippe H1N1 en Suède[10].
- La Chine affirme avoir mis au point un procédé en tant que solution contre la pénurie d'uranium[11].

- Fin du 111e Congrès des États-Unis et début du 112e
- Début de la série télévisée coréenne Dream High
- Début de la telenovela chilienne Infiltradas
- Sortie du téléfilm américain Le Fiancé aux deux visages
- Début de la série d'animation Les Frères Kratt
- Sortie de la chanson The Secret Is Love
- Début du tournoi de tennis d'Auckland (WTA 2011)
- Début de l'Open de Chennai 2011
- Début de l'Open de Doha 2011